# Anapodisma
Anapodisma is een geslacht van rechtvleugeligen uit de familie veldsprinkhanen (Acrididae). De wetenschappelijke naam van dit geslacht is voor het eerst geldig gepubliceerd in 1932 door Dovnar-Zapolskij.

## Soorten
Het geslacht Anapodisma omvat de volgende soorten:
- Anapodisma beybienkoi Rentz & Miller, 1971
- Anapodisma miramae Dovnar-Zapolskij, 1932
- Anapodisma qingyuan Ren, Zhang & Cao, 1995
- Anapodisma rufipennis Zhang & Xia, 1990